# Cesar Purisima

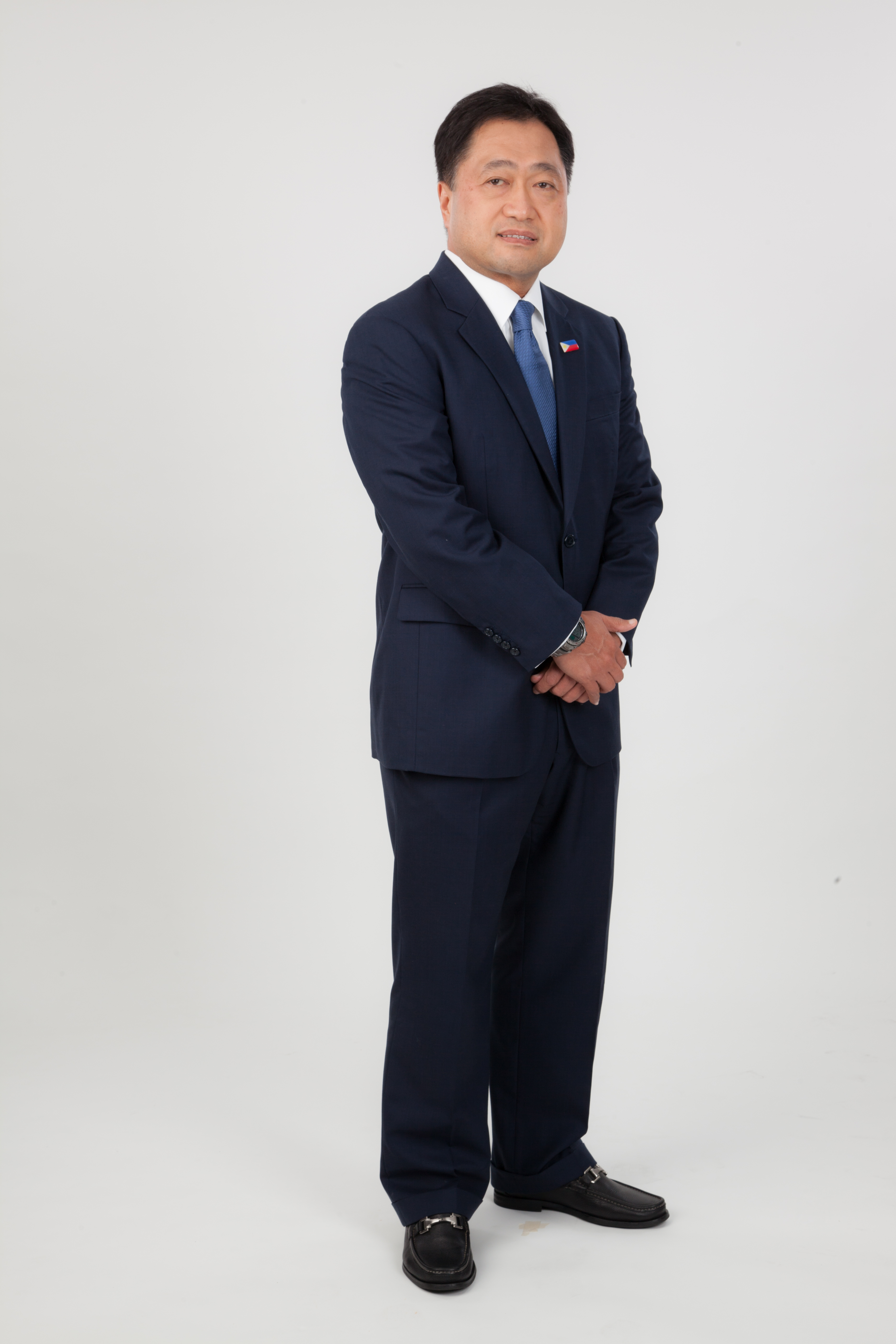
Cesar Purisima

Cesar A. V. Purisima ist ein philippinischer Politiker.

## Biografie
Nach dem Schulbesuch studierte er zunächst an Handelsbetriebslehre an der Universität De La Salle in Manila und erwarb dort einen Bachelor of Science (B.S. Commerce). Ein anschließendes Postgraduiertenstudium der Betriebswirtschaftslehre an der Kellogg School of Management der Northwestern University in Illinois schloss er mit einem Master of Business Administration (M.B.A.) ab.
Im Anschluss begann er seine berufliche Laufbahn als Zertifizierter Wirtschaftsprüfer (Certified Public Accountant) in der Sozietät Sycip, Gorres, Velayo & Co., wo er zunächst zwischen 1980 und 1989 Auditor war. Anschließend wurde er Partner der Sozietät, ehe er schließlich von 1999 bis Dezember 2003 Vorsitzender und Chief Executive Officer (CEO) von Sycip, Gorres, Velayo & Co. war.
Während dieser Zeit war er unter anderem zeitweilig auch Vorsitzender des Philippinisch-Französischen Wirtschaftsrates, Co-Vorsitzender des Philippinischen-Thailändischen Wirtschaftsrates, Mitglied des Philippinisch-Japanischen Wirtschaftskooperationskomitees, Mitglied der Philippinischen Industrie- und Handelskammer, Mitglied des Instituts der Zertifizierten Wirtschaftsprüfer sowie Mitglied des Rotary Club von Manila. Daneben ist er seit 1997 Hauptaktionär der Filhouse Gem Inc.
Am 20. Dezember 2003 wurde er von Präsidentin Gloria Macapagal-Arroyo zum Minister für Handel und Industrie (Secretary of Trade and Industry) in deren Kabinett berufen. Dieses Amt bekleidete er bis 2005 und war danach nach einer Regierungsumbildung für kurze Zeit Finanzminister (Secretary of Finance).
Nach der Wahl 2010 wurde er am 30. Juni 2010 von Präsident Benigno Aquino III. ebenfalls zum Finanzminister in dessen Kabinett berufen.